# 长臀云南鳅
长臀云南鳅（学名：Yunnanilus analis）为輻鰭魚綱鲤形目條鳅科云南鳅属的鱼类。于1990年由杨君兴描述。在中国，分布于星云湖等，棲息在底層水域，生活習性不明。该物种的模式产地在星云湖。

## 扩展阅读
維基物種上的相關：长臀云南鳅